# Onex (Genève)
Pour les articles homonymes, voir Onex.
Onex est une ville et une commune suisse du canton de Genève.

## Géographie

### Situation
Onex s'étend entre le Rhône et l'Aire. Depuis le parc des Évaux qui borde le Rhône, un plateau monte jusque vers la route de Chancy. Là se situe le village, appelé plus communément le « Vieil-Onex ». Le Vieil-Onex est l’endroit le plus élevé de la commune, à 426 m. Entre le village et la plaine de l'Aire se trouve un quartier essentiellement composé de villas. Le quartier « Cité-Nouvelle » s'est construit entre le Rhône et la route de Chancy.
Le territoire d'Onex s'étend sur 2,82 km2. Lors du relevé de 2013-2018, les surfaces d'habitations et d'infrastructures représentaient 78,3 % de sa superficie, les surfaces agricoles 4,3 %, les surfaces boisées 13,9 % et les surfaces improductives 3,9 %.
La commune est limitrophe de Vernier (au-delà du Rhône), de Lancy, Plan-les-Ouates, Confignon et Bernex.
Le territoire d’Onex peut être divisé en deux zones. « Cité-Nouvelle » regroupe les deux tiers de la population au nord de la route de Chancy. Au sud de la commune, se trouvent Onex-Village et les quartiers de Pré-Longet et Belle-Cour (le dernier quartier construit dans la commune).

### Transports
Depuis le 11 décembre 2011, la commune est desservie par la ligne 14 du tramway et les lignes de bus 2, 19, 21, 40, 42 et 43 des Transports publics genevois.

## Toponymie
Quelques indices archéologiques prouveraient une occupation depuis l’époque romaine. Le nom « Onex » proviendrait du latin fundum onacum ou « domaine d'Onus » sans qu'il soit possible d'affirmer si « Onus » fait référence à un arbre ou à une personne.
La dernière consonne est rarement prononcée. Pour les noms multisyllabiques, « x » indique l’accentuation sur la dernière syllabe le différenciant avec le z final qui sert à marquer le paroxytonisme et ne devrait pas être prononcé dans sa langue d'origine.[réf. nécessaire]

## Histoire
Le territoire occupé par la commune d'Onex a appartenu avant 1536 au fief du Chapitre cathédral de Saint-Pierre. De 1536 à 1564, tout le pays de Gex auquel appartient Onex est sous la domination bernoise. Au cours des années qui ont suivi, la commune était tantôt rattachée à Genève, tantôt à Berne, tantôt à la Savoie. Onex passe aux mains du royaume de Sardaigne en 1754. En 1792, la Savoie est annexée par la France et forme le département du Mont-Blanc. En 1798, après l'annexion de Genève, Onex fait partie du département du Léman. C'est seulement à l'issue des traités de Paris et de Turin de 1815 à 1816, qu'Onex sera rattachée à Genève.
Le 9 novembre 1850 la commune de Bernex-Onex-Confignon se divise en commune de Bernex et commune d'Onex-Confignon
En se séparant de la commune de Confignon le 1er novembre 1851, Onex devient une commune. En 2001, Onex a fêté son 150e anniversaire.
Onex compte 279 habitants en 1900 et 957 en 1951. Les premiers immeubles de la « Cité-Nouvelle » sont construits dans le début des années 1960 et Onex devient alors une cité-dortoir, avec 2 000 habitants en 1960, 10 000 en 1965 et plus de 18 800 en 2016.
La transformation de village en ville a nécessité de bâtir en très peu de temps logements, écoles et infrastructures, et de « créer une organisation sociale afin d’intégrer une population hétérogène ». Onex a été la première commune genevoise à intégrer des HLM. L’installation d’usines temporaires produisant les éléments préfabriqués a permis de construire les immeubles « au rythme d’un étage par semaine ». Le maire de Moscou aurait visité ce chantier et été impressionné par ce procédé alors « révolutionnaire ». Une sculpture anamorphosique composée des mots « CREER » et « BÂTIR » est inaugurée en mars 2018 ; réalisée par Michel Schnider, elle rend hommage « aux centaines d’ouvriers ayant œuvré sur ce site, apportant ainsi une importante contribution au développement et à la prospérité de Genève ».

## Politique

### Administration

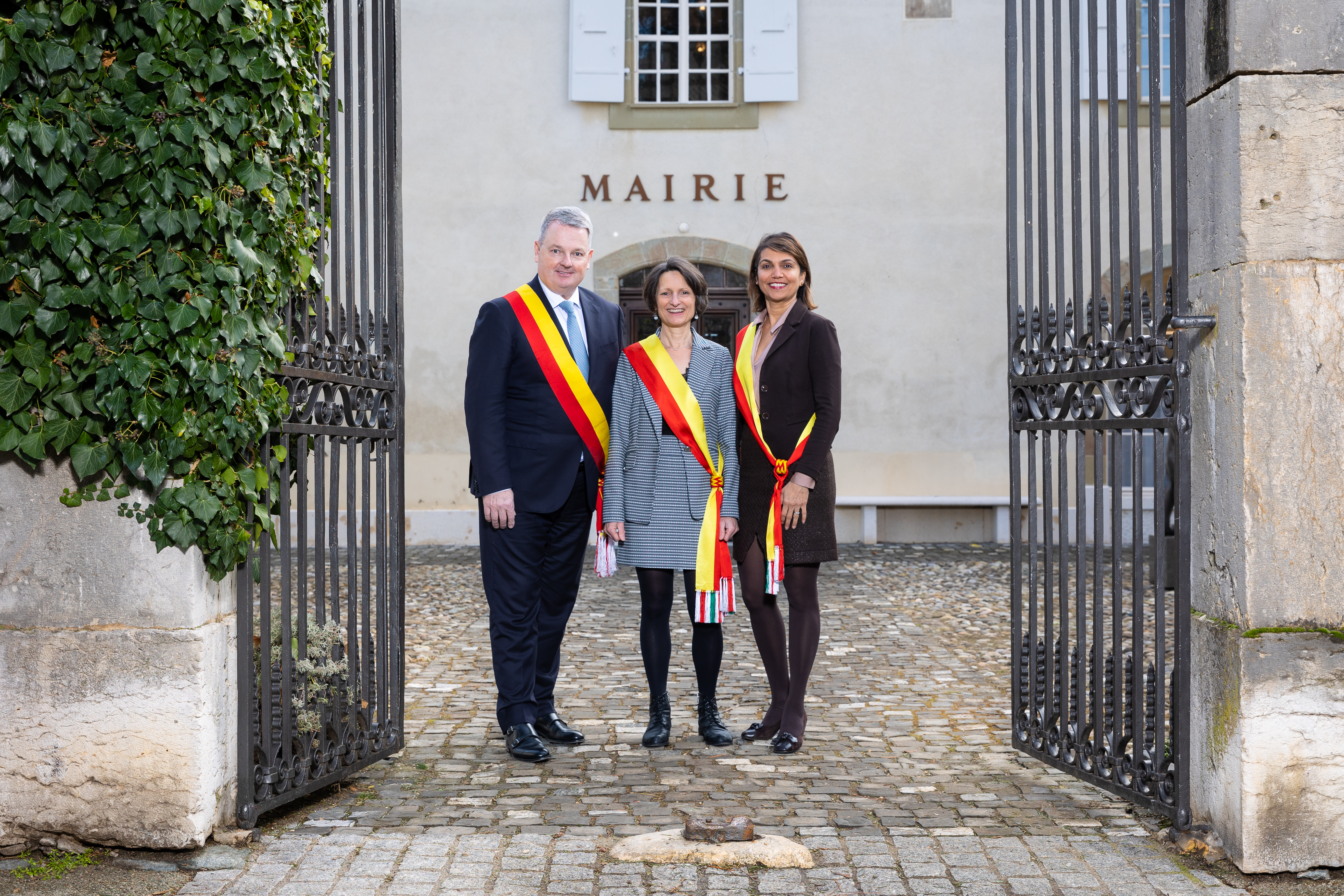
Conseil administratif de la Ville d'Onex

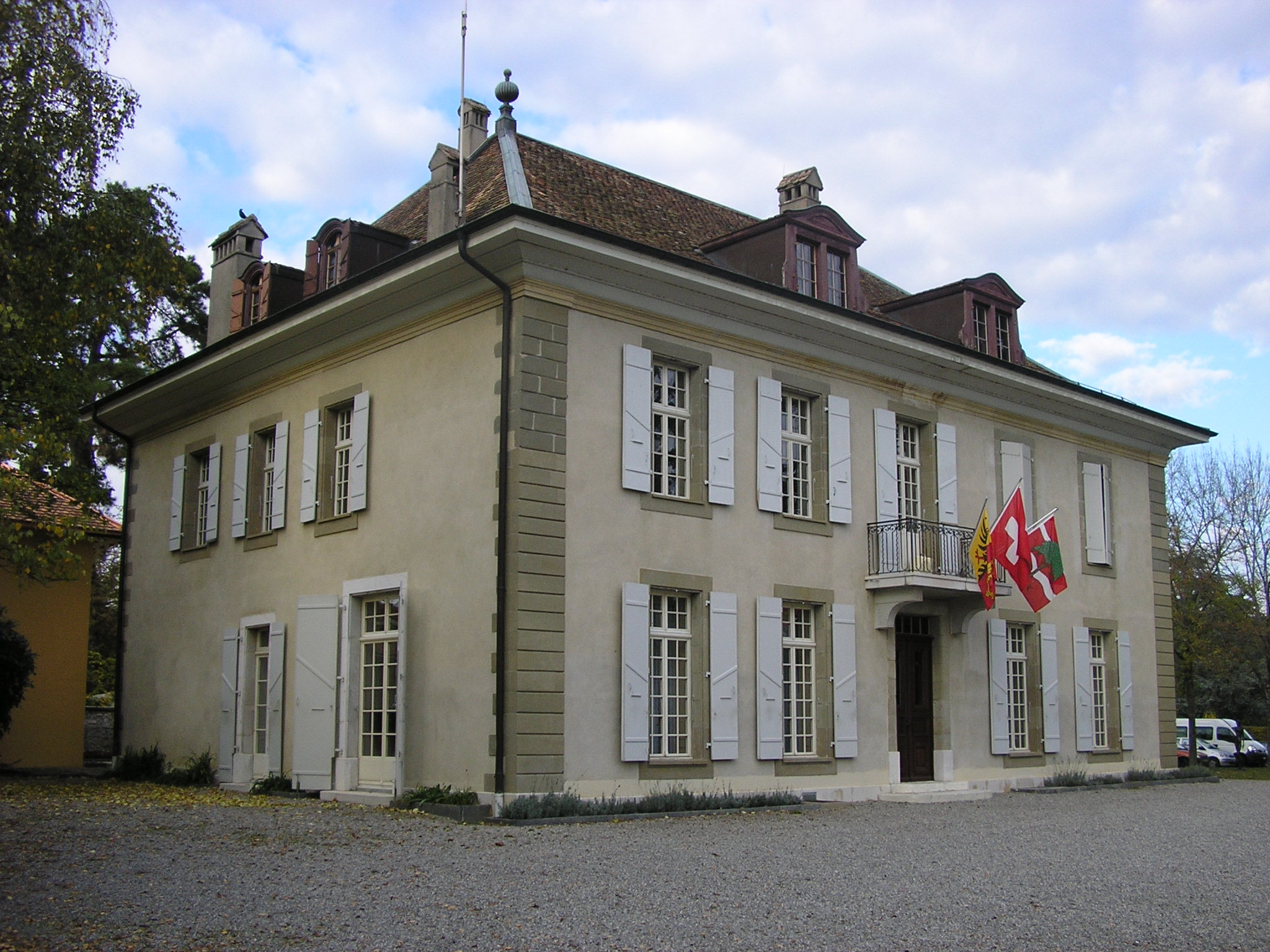
Mairie.

Le Conseil administratif est composé de trois conseillers administratifs, dont l'un exerce les fonctions de maire pendant un an. Ils se répartissent les dicastères pour la législature de cinq ans. L'exécutif de la commune, entré en fonction le 1er juin 2025, se compose de la façon suivante :
| Identité             | Étiquette | Étiquette | Dicastères |
| -------------------- | --------- | --------- | --- |
| Anne Kleiner         |           | Le Centre | Exploitation Action citoyenne Culture Promotion économique Communication                                       |
| Jean-Pierre Pasquier |           | PLR       | Sécurité Social, Santé et Enfance Fondation immobilière de la Ville d'Onex Ressources humaines et informatique |
| Maryam Yunus Ebener  |           | Les Verts | Aménagement Environnement et sports Finances Fondation des Evaux Développement durable                         |

Le Conseil municipal est composé de 31 membres. Il est dirigé par un bureau composé d'un président, d'un vice-président et d'un secrétaire. Des commissions, dans lesquelles les partis élus au conseil municipal sont représentés par un ou deux commissaires, proportionnellement à leur nombre de sièges en plénière, traitent des sujets particuliers : finances, bâtiments, affaires sociales, etc. À la suite des élections municipales du 23 mars 2025, le Conseil municipal est renouvelé et représenté de la façon suivante : 
| Parti                                                               | Voix | Suffrages en % | +/-  | Sièges  | +/- |
| ------------------------------------------------------------------- | ---- | -------------- | ---- | ------- | --- |
| Parti socialiste (PS)                                               | 961  | 24,95 %        | 5,27 | 10 / 31 | 1   |
| Parti libéral-radical (PLR)                                         | 604  | 15,83 %        | 3,10 | 6 / 31  | 2   |
| Mouvement citoyens genevois (MCG)                                   | 581  | 15,13 %        | 7,28 | 5 / 31  | 3   |
| Les Verts (PES)                                                     | 543  | 14,54 %        | 6,42 | 5 / 31  | 2   |
| Le Centre (LC)                                                      | 521  | 13,92 %        | 8,67 | 5 / 31  | 5   |
| Union démocratique du centre (UDC)                                  | 209  | 5,47 %         | 4,29 | 0 / 31  | 3   |
| Entente communale des habitants d'Onex (ECHO) - Vert'libéraux (PVL) | 138  | 3,82 %         | 9,41 | 0 / 31  | 4   |
| Union populaire                                                     | 121  | 3,20 %         | 3,20 | 0 / 31  | 0   |
| GROUPEMENT ONÉSIEN                                                  | 112  | 3,14 %         | 3,14 | 0 / 31  | 0   |

### Liste des conseillers administratifs

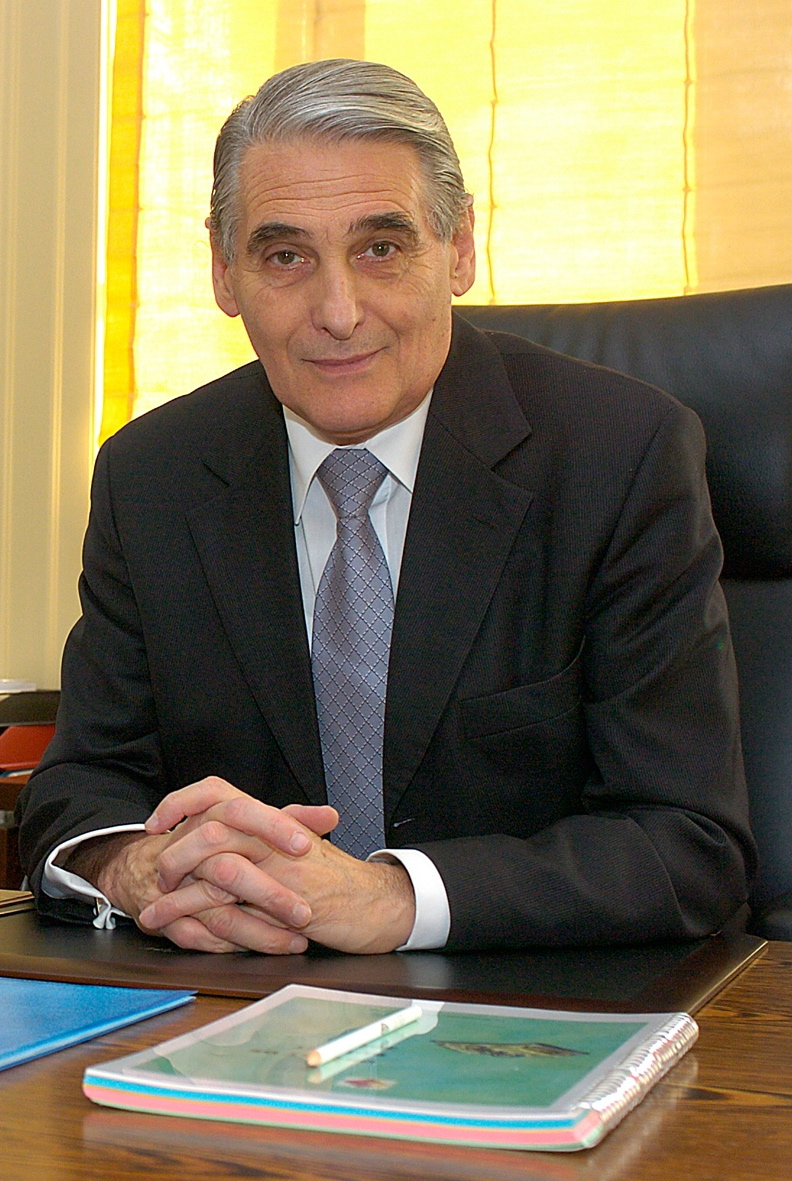
Carlo Lamprecht, conseiller administratif de 1987 à 1997.

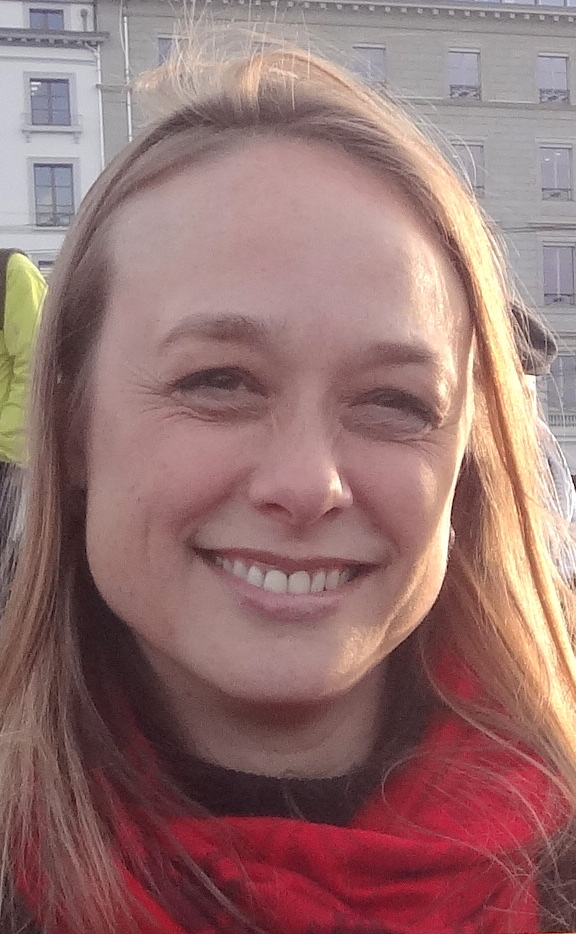
Carole-Anne Kast, conseillère administrative de 2007 à 2023.

| Période                                  | Période          | Identité                | Étiquette | Étiquette          | Qualité |
| ---------------------------------------- | ---------------- | ----------------------- | --------- | ------------------ | --- |
| Les données manquantes sont à compléter. |                  |                         |           |                    | |
| 1er juin 1987                            | 27 novembre 1997 | Carlo Lamprecht         |           | PDC                | Conseiller d'État du canton de Genève de 1997 à 2005 Président de l'Association des communes genevoises de 1991 à 1995 |
| 1998                                     | 31 mai 2007      | Béatrice Gisiger        |           | PDC                | Élue en remplacement de Carlo Lamprecht |
| 1er juin 1999                            | 31 mai 2003      | Gabrielle Keller-Maître |           | PLS                | |
| 1er juin 1999                            | 31 mai 2011      | René Longet             |           | PS                 | Président du PS genevois de 2008 à 2012 Conseiller national de 1982 à 1991 Député au Grand Conseil du canton de Genève de 1973 à 1982 puis de 1993 à 1999 |
| 1er juin 2003                            | 31 mai 2007      | Laurent Nicole          |           | PLS                | Maire en 1996-1997, 1999-2000 et 2002-2003 |
| 1er juin 2007                            | 31 mai 2011      | Philippe Rochat         |           | PDC                | Élu à nouveau début juin 2007 en raison d'un recours lors de l'élection en avril |
| 1er juin 2007                            | 31 mai 2023      | Carole-Anne Kast        |           | PS                 | Maire en 2011-2012, 2014-2016 et 2017-2018 Députée au Grand Conseil du canton de Genève de novembre 2005 à juin 2007 puis de mai à août 2018 Présidente du PS genevois de mars 2014 à octobre 2018 Maire en 2022-2023 Conseillère d'État du canton de Genève depuis 2023 |
| 1er juin 2011                            | 31 mai 2015      | Éric Stauffer           |           | MCG                | Maire en 2013-2014 Député au Grand Conseil du canton de Genève de 2005 à 2018 Président du Mouvement citoyens genevois de 2012 à 2016 |
| 1er juin 2011                            | 31 mai 2020      | Ruth Bänziger           |           | Les Verts          | Maire en 2012-2013, 2017-2018 et 2019-2020 Députée au Grand Conseil du canton de Genève depuis juin 2020 |
| 1er juin 2015                            | 31 mai 2020      | François Mumenthaler    |           | PLR                | Maire en 2016-2017 et 2018-2019 |
| 1er juin 2020                            | en cours         | Maryam Yunus Ebener     |           | Les Verts          | Maire en 2020-2021 et depuis le 1er juin 2024 |
| 1er juin 2020                            | en cours         | Anne Kleiner            |           | PDC puis Le Centre | Maire en 2021-2022 et en 2023-2024 |
| 1er juin 2023                            | 20 décembre 2023 | Frédéric Renevey        |           | PS                 | Administrateur délégué en remplacement de Carole-Anne Kast |
| 20 décembre 2023                         | en cours         | Jean-Pierre Pasquier    |           | PLR                | Député suppléant au Grand Conseil du canton de Genève depuis janvier 2020, titulaire depuis mars 2023 |

### Action communale
Particulièrement sensible aux questions humanitaires et écologiques, le conseil municipal d'Onex a depuis 2003 une commission permanente intitulée « Agenda 21 et aide au développement ». Trois champs d’actions prioritaires sont définis : la biodiversité, la mobilité et l’alimentation. Par exemple concernant la biodiversité, une partie des espaces verts sont transformés en prairies sèches. Concernant la mobilité, les autorités se sont fortement engagées dans le projet de retour du tramway réalisé en 2011. Concernant l'alimentation, les cuisines scolaires et le restaurant social de la commune ont été certifiés « Fourchette verte ».

### Jumelages
- Bandol (France) depuis 1971 (département du Var)
- Liestal (Suisse) depuis 1991 (canton de Bâle-Campagne)
- Massagno (Suisse) depuis 1991 (à proximité de Lugano)[11]

## Population et société

### Gentilé
Les habitants de la commune se nomment les Onésiens.

### Démographie

#### Évolution de la population
La commune compte 18 886 habitants au 31 décembre 2023 pour une densité de population de 6 697 hab/km2. Sur la période 2010-2023, sa population a augmenté de 7,1 % (canton : 14,6 % ; Suisse : 9,4 %).  

#### Pyramide des âges
En 2023, le taux de personnes de moins de 30 ans s'élève à 34 %, similaire à la valeur cantonale (33,7 %). Le taux de personnes de plus de 60 ans est quant à lui de 24,8 %, alors qu'il est de 22,2 % au niveau cantonal.
La même année, la commune compte 9 054 hommes pour 9 832 femmes, soit un taux de 47,9 % d'hommes, inférieur à celui du canton (48,3 %).
| Hommes | Classe d’âge | Femmes |
| ------ | ------------ | ------ |
| 1,0    | 90 ans ou +  | 2,0    |
| 8,2    | 75 à 89 ans  | 11,5   |
| 13,0   | 60 à 74 ans  | 13,9   |
| 22,4   | 45 à 59 ans  | 21,1   |
| 19,7   | 30 à 44 ans  | 19,3   |
| 19,0   | 15 à 29 ans  | 17,0   |
| 16,7   | - de 14 ans  | 15,2   |

| Hommes | Classe d’âge | Femmes |
| ------ | ------------ | ------ |
| 0,7    | 90 ans ou +  | 1,5    |
| 6,5    | 75 à 89 ans  | 8,8    |
| 13,0   | 60 à 74 ans  | 13,8   |
| 21,7   | 45 à 59 ans  | 21,5   |
| 22,9   | 30 à 44 ans  | 22,4   |
| 18,6   | 15 à 29 ans  | 17,2   |
| 16,7   | - de 14 ans  | 14,8   |

### Éducation
Les différentes écoles primaires et enfantines situées dans la ville d'Onex sont les suivantes : école d'Onex-Parc, école d'Onex-Village, école de Belle-Cour, école des Racettes, école des Tattes, école du Bosson-UCE, école du Gros-Chêne, école spécialisée de la Pralée et école spécialisée des Evaux.

### Marchés

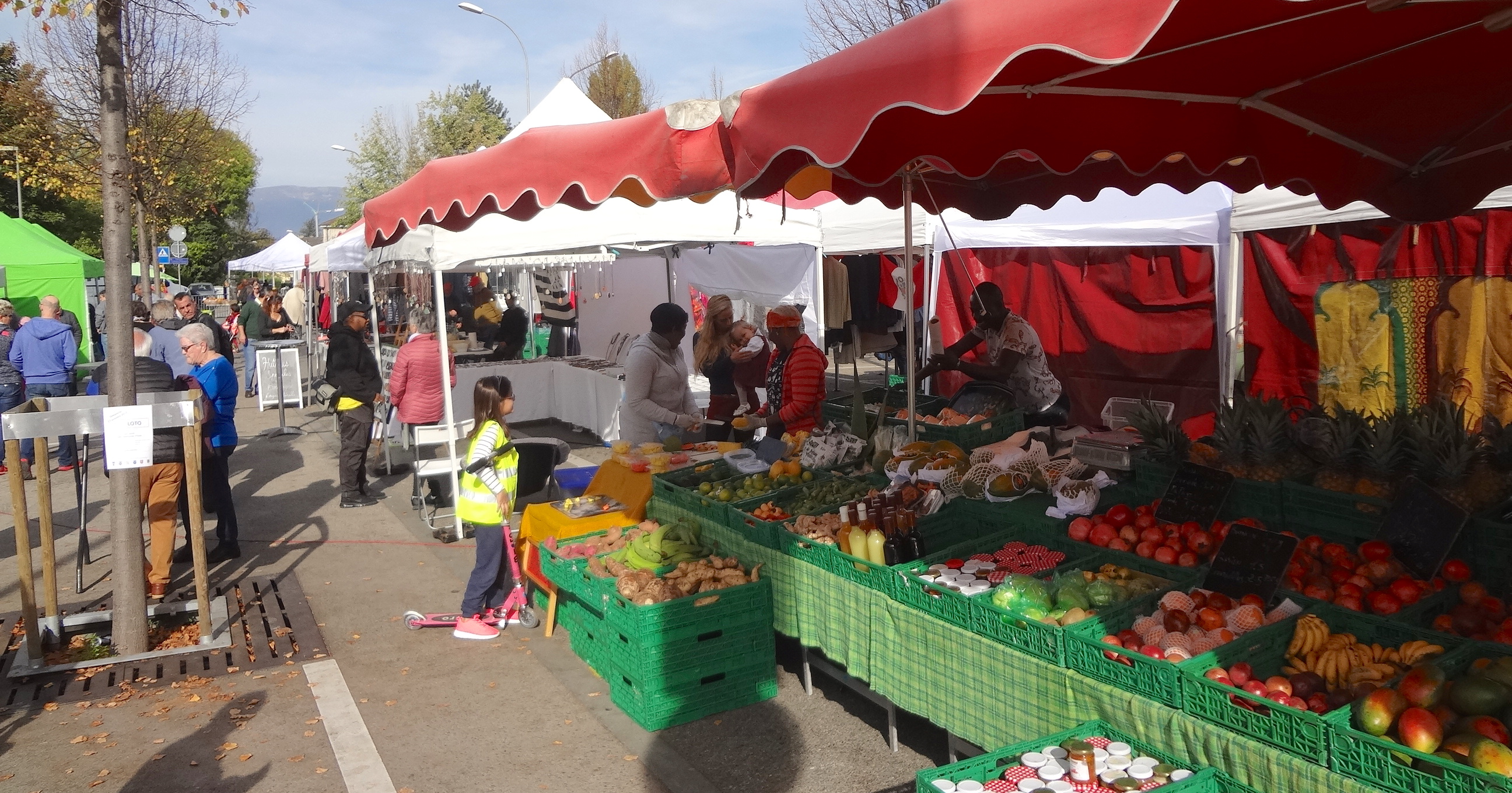
Marchés du monde.

Des marchés ont lieu les mercredis et samedis à la place du Marché (Grandes-Communes), les jeudis à Onex-village et les dimanches à la place des Deux-Églises.

### Animation
Les Spectacles Onésiens proposent depuis plus de 30 ans une programmation annuelle à la salle communale d'Onex ainsi qu'au Manège dans des domaines aussi variés que la chanson, l'humour, le théâtre, la danse où des performances. Des artistes comme Pierre Desproges, Bénabar, Disiz la Peste, Max Romeo, Michel Boujenah, Anne Roumanoff, Calypso Rose, Franck Dubosc, Cesária Évora ou Yann Lambiel s'y sont déjà produits.
La Maison Onésienne est une maison de quartier qui accueille de multiples activités, des sociétés locales et des spectacles. Plus de 80 sociétés sportives, artistiques et culturelles sont recensées sur le site de la commune.
Le Café Communautaire est un lieu de rencontre ouvert à tous quatre jours par semaine pour boire un café, se détendre et discuter, en toute simplicité. Sont organisés notamment un atelier jeu d'échecs avec la présence d'un moniteur de la Fédération genevoise des échecs, un atelier libre créatif pour dessiner, peindre, bricoler, écrire ainsi qu'un espace livres échanges.
Dans le cadre du Café Communautaire sont aussi organisées des soirées thématiques, des animations autour du jeu, de la musique, d'évènements sportifs et de sujets de société.
Pour les plus jeunes, il existe une ludothèque et l'association Le Jardin Robinson d’Onex pour les enfants de 6 à 12 ans, qui est rattachée à la Fondation pour l’animation socioculturelle.
La commune célèbre le Feuillu, une fête printanière.
Depuis août 2018, la chaine de télévision locale TV Onex diffuse des émissions via son propre canal sur Swisscom TV.

### Sport

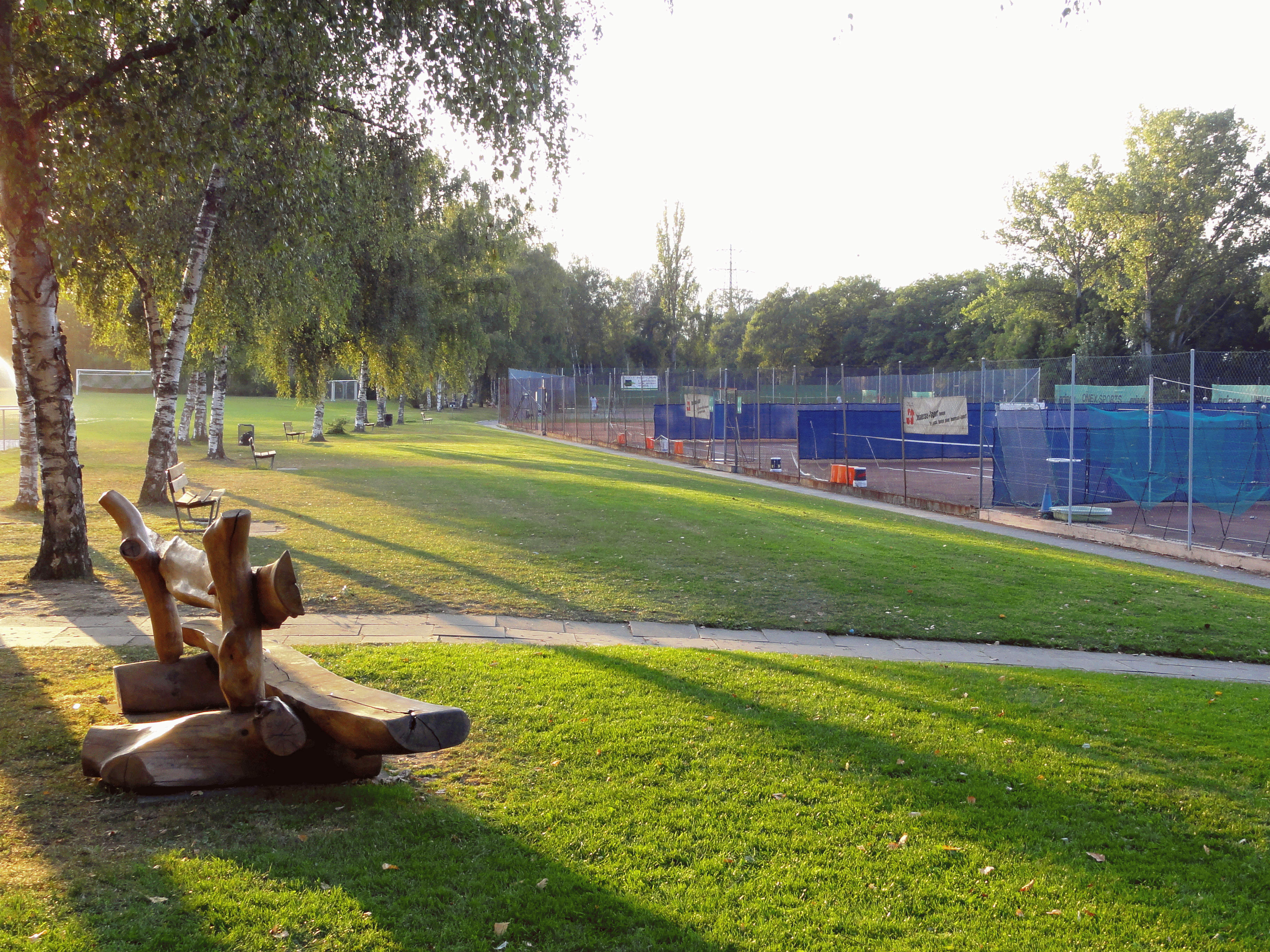
Parc des Évaux.

Le parc des Évaux est le plus grand espace vert d'Onex, avec 55 hectares. Il est géré par les communes d'Onex, Lancy, Bernex, Confignon et Genève ville. Il fut anciennement un terrain de golf. Le Centre sportif intercommunal se compose de courts de tennis, d'un terrain de beach-volley, de tables de ping-pong et de terrains de football. Il y a aussi un restaurant, un petit train et de vastes surfaces en prés. Proche du Rhône, ce parc est apprécié des familles.
Situé dans l'ancienne propriété Rochette, entre la mairie et la route de Chancy, le Manège d'Onex est un centre équestre qui abrite le Club Hippique l'Éperon depuis plus de 50 ans. Un concours hippique a lieu chaque année au mois de septembre. Sur le même domaine se trouvent dans la Maison Rochette un restaurant et l'espace Le Manège, à vocation culturelle. La salle communale est utilisée comme salle des fêtes, de spectacles, d'expositions et de kermesses.
Onex possède une piscine publique couverte, un stade de football utilisé par l'équipe du FC Onex et un dojo accueillant les matchs de ligue du shinbudo martial art academy.
La commune compte également un ski club ainsi qu'un club de plongée.
Représentant les communes d'Onex et de Genève en Suisse dans le championnat de volleyball, le Servette Star-Onex Volleyball Club joue ses matchs à l'école des Racettes.
Chaque mois de novembre, a lieu la course à pied populaire La Trans'Onésienne.

### Lieux de culte
Plusieurs églises et paroisses sont présentes dans la commune : l'Église évangélique la Bible pour tous, l'Église évangélique libre, l'Église évangélique méthodiste, les paroisses catholiques Saint-Marc et Saint-Martin, les paroisses protestantes d'Onex et Saint-Luc, le prieuré Saint-François-de-Sales.

## Économie

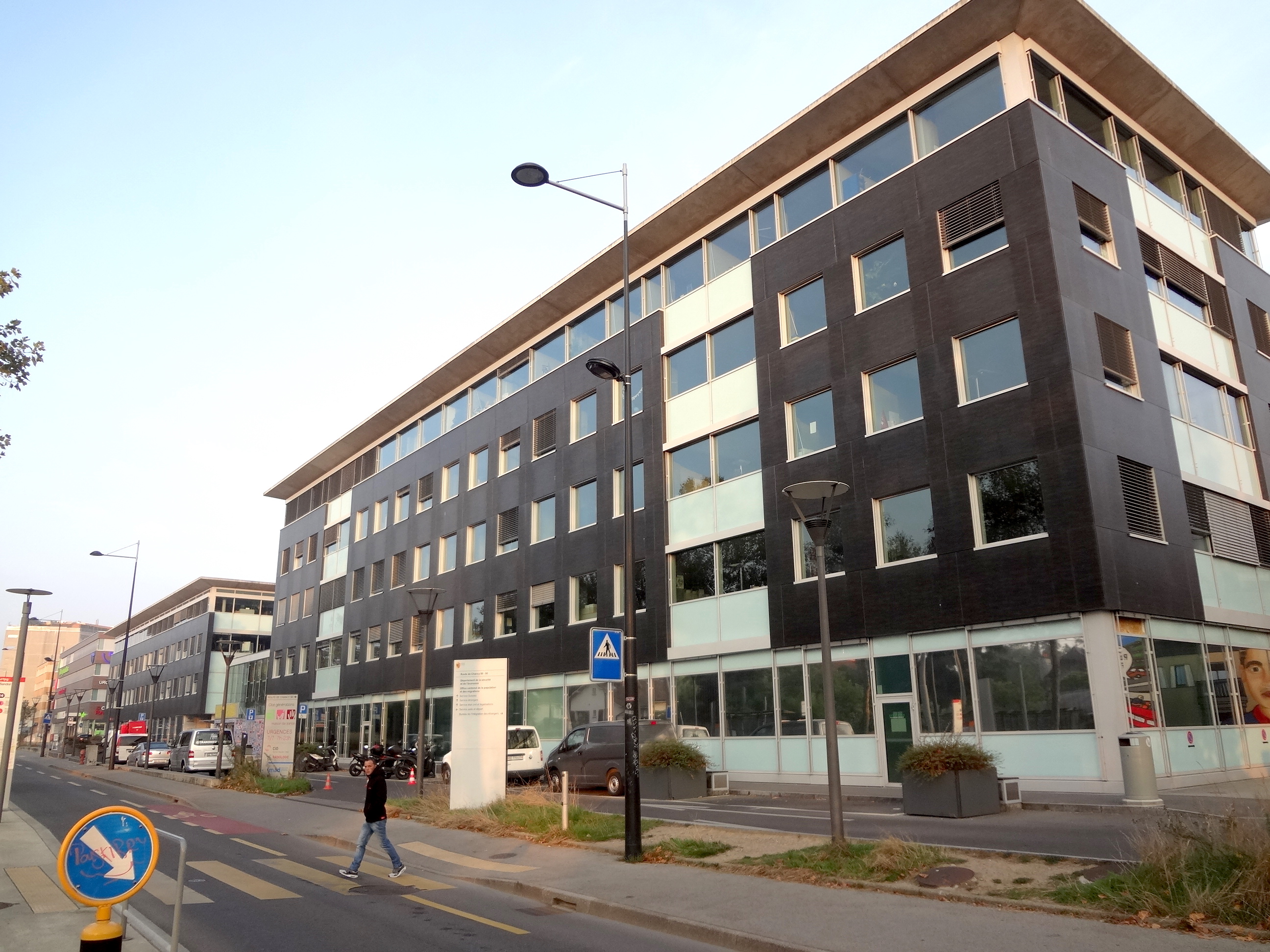
Office cantonal de la population et des migrations.

- L'office cantonal de la population et des migrations y est installé depuis 2007.
- Le groupe médical d'Onex regroupe plus de 40 personnes travaillant dans le médical et assure un service d'urgence.
- Le bâtiment administratif d'Implenia, entreprise du bâtiment et de travaux publics d'environ 200 employés y est installé depuis 2008, cette entreprise est née de la fusion entre Zschokke et Batigroupe.

## Culture et patrimoine

### Héraldique
| Blason | Blasonnement : De gueules à deux fasces ondées d'argent, celle en chef diminuée, à l'aulne arraché au naturel, brochant sur le tout. |

### Personnalités
- Philippe Chappuis dit Zep, auteur de bandes dessinées né en 1967 à Onex
- Victor Duret (1830-1890), poète et littérateur né à Onex, auteur d’une Grammaire savoyarde[30]
- Xavier Hochstrasser dit Zaza, footballeur né en 1988 à Onex
- William Lescaze (1896-1969), architecte né à Onex
- Jean-Claude Milani, footballeur né en 1959 à Onex
- Alan Roura, navigateur né en 1993 à Onex

## Galerie d'images

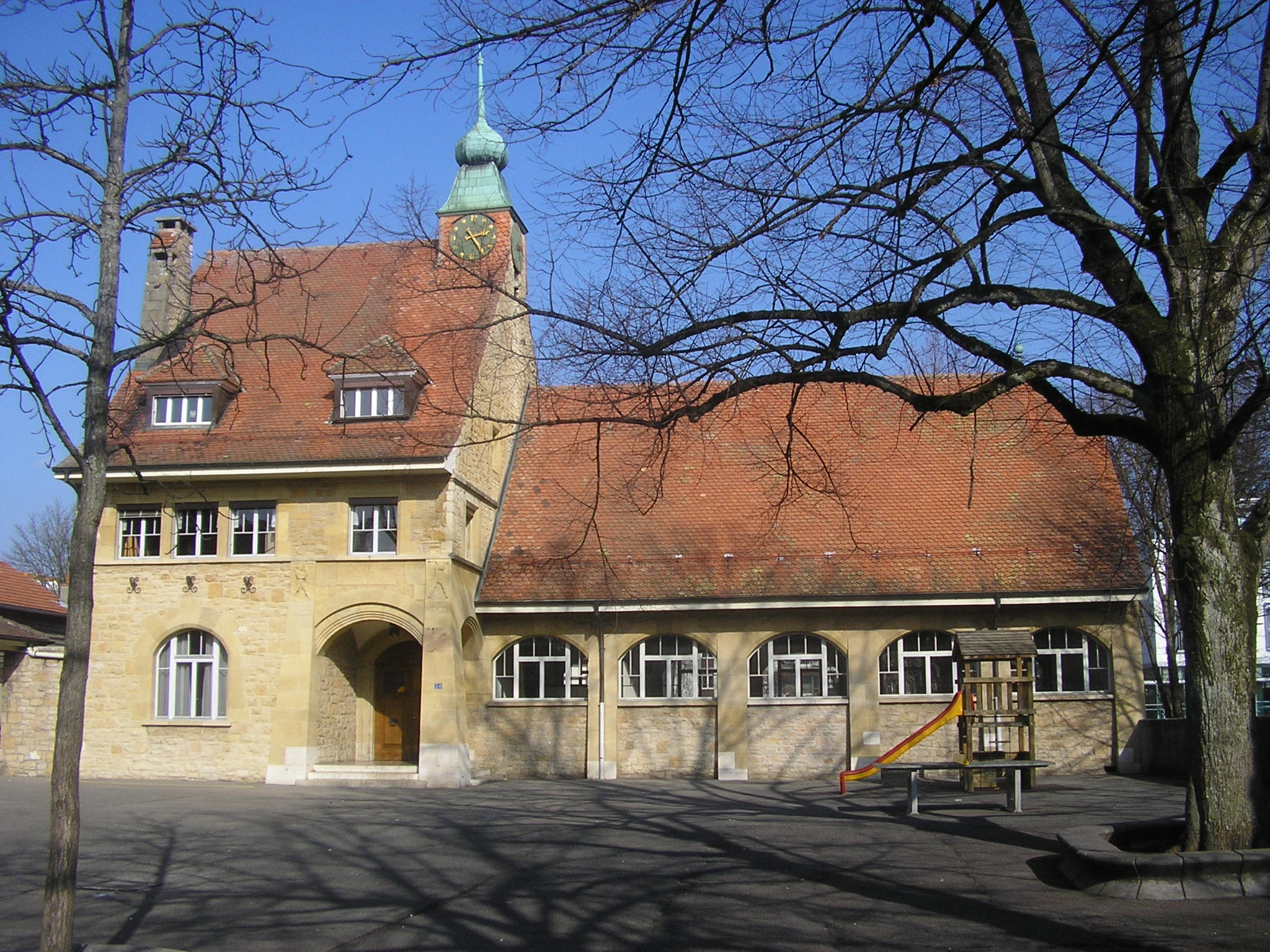
École d'Onex, réalisée par Maurice Braillard, 1908.
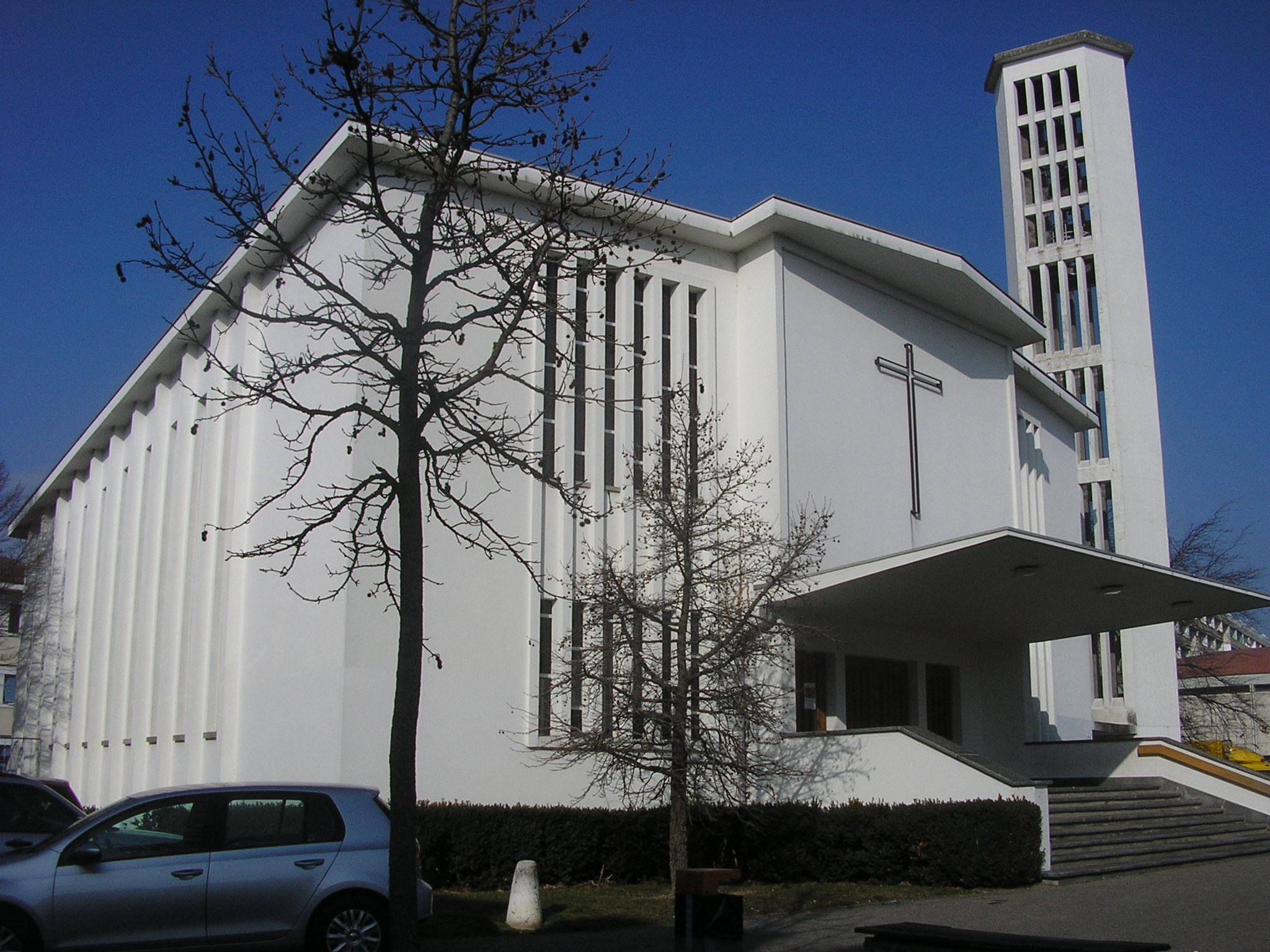
Église protestante.
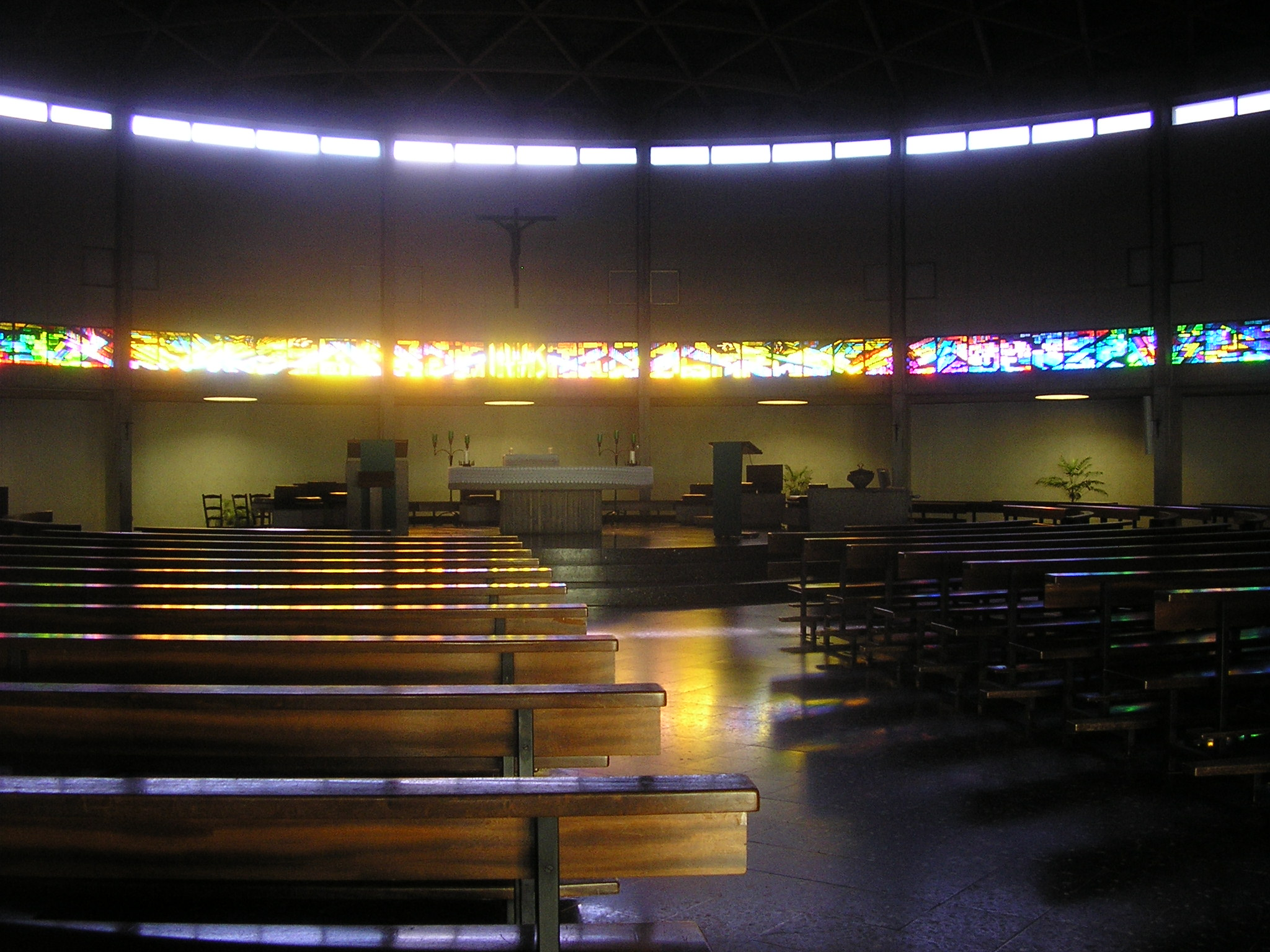
Intérieur de l'église Saint-Martin.
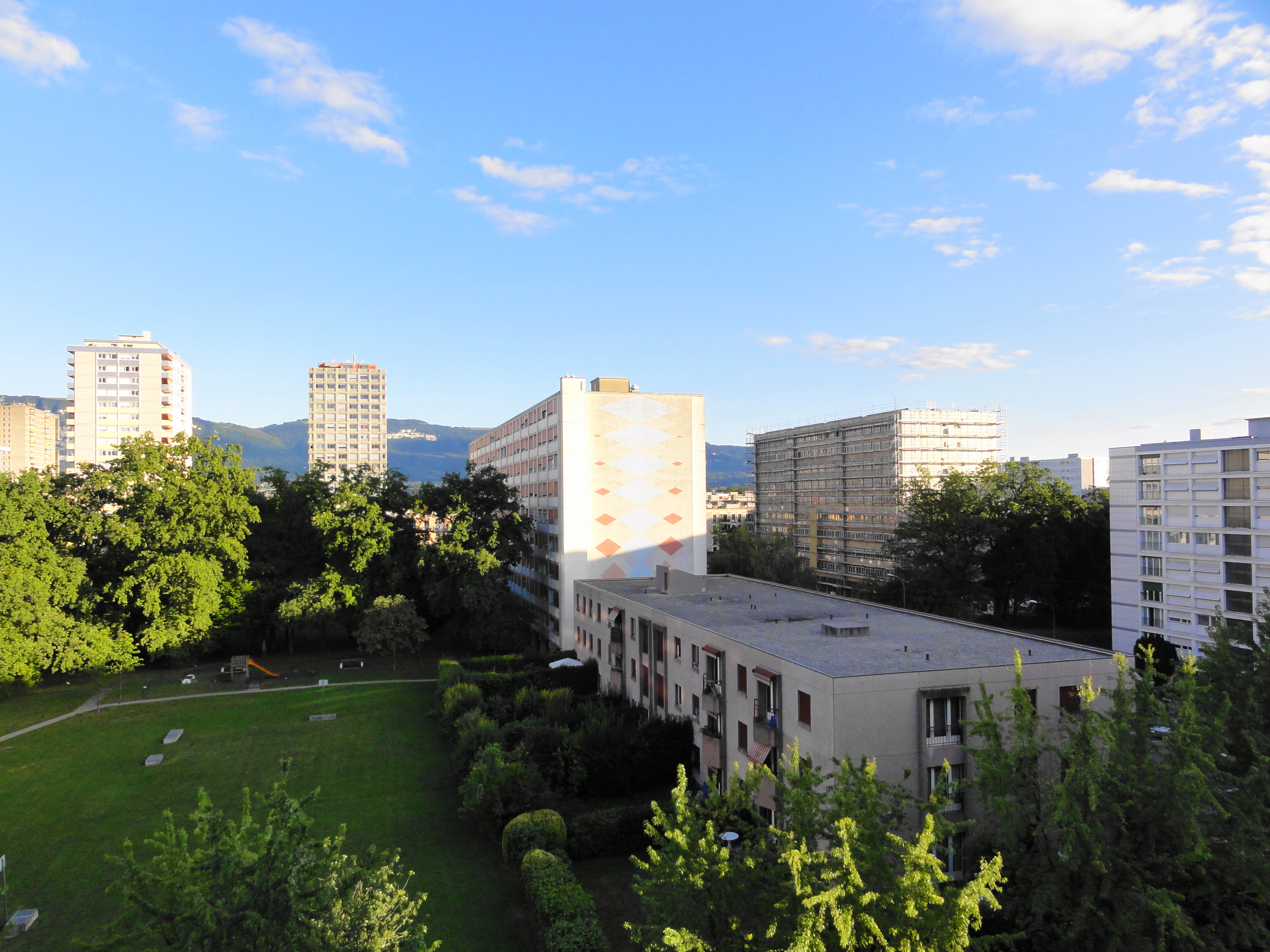
La Cité-Nouvelle d'Onex-Lancy, devant le Salève.
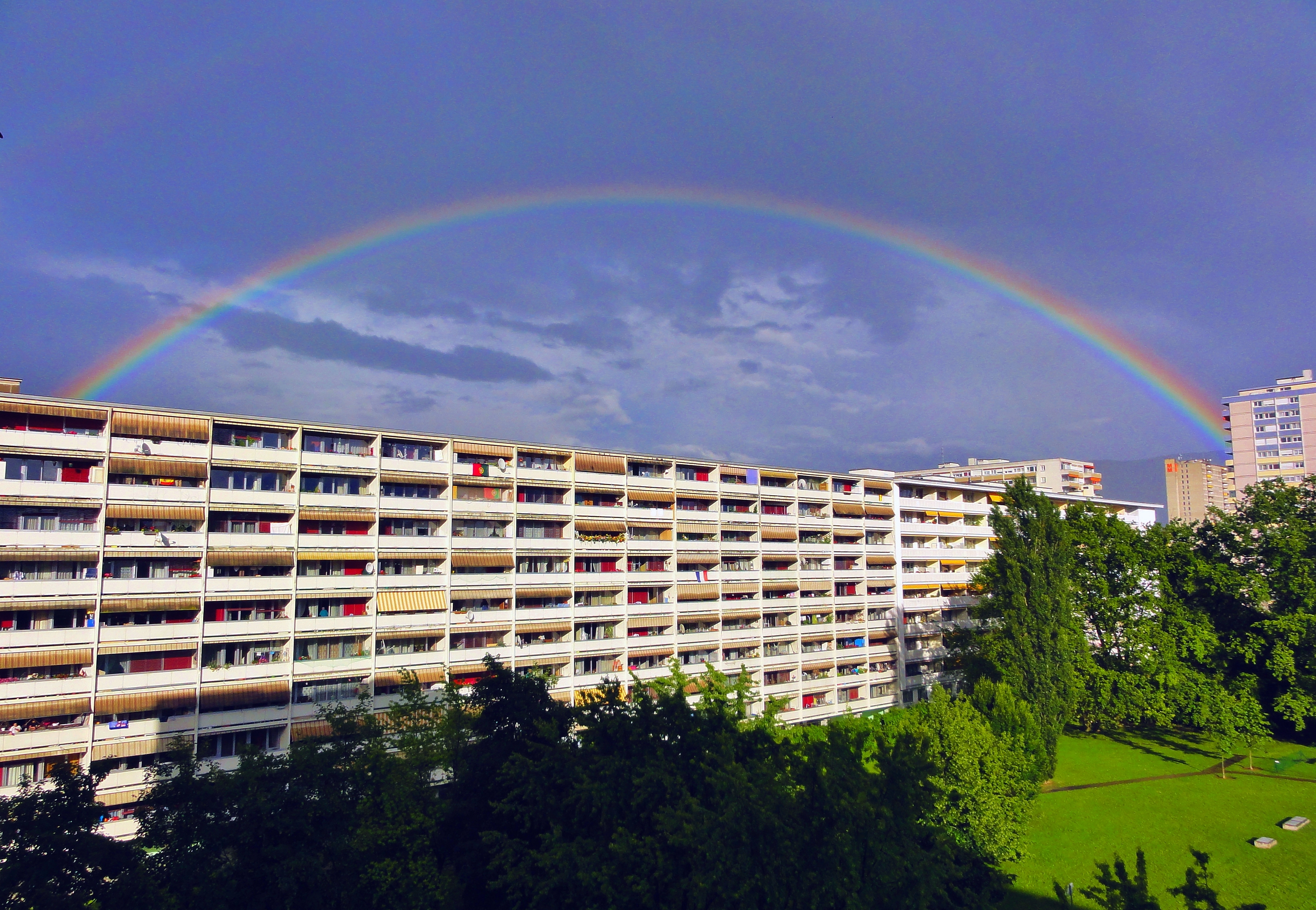
Arc-en-ciel à la Cité-Nouvelle d'Onex-Lancy.
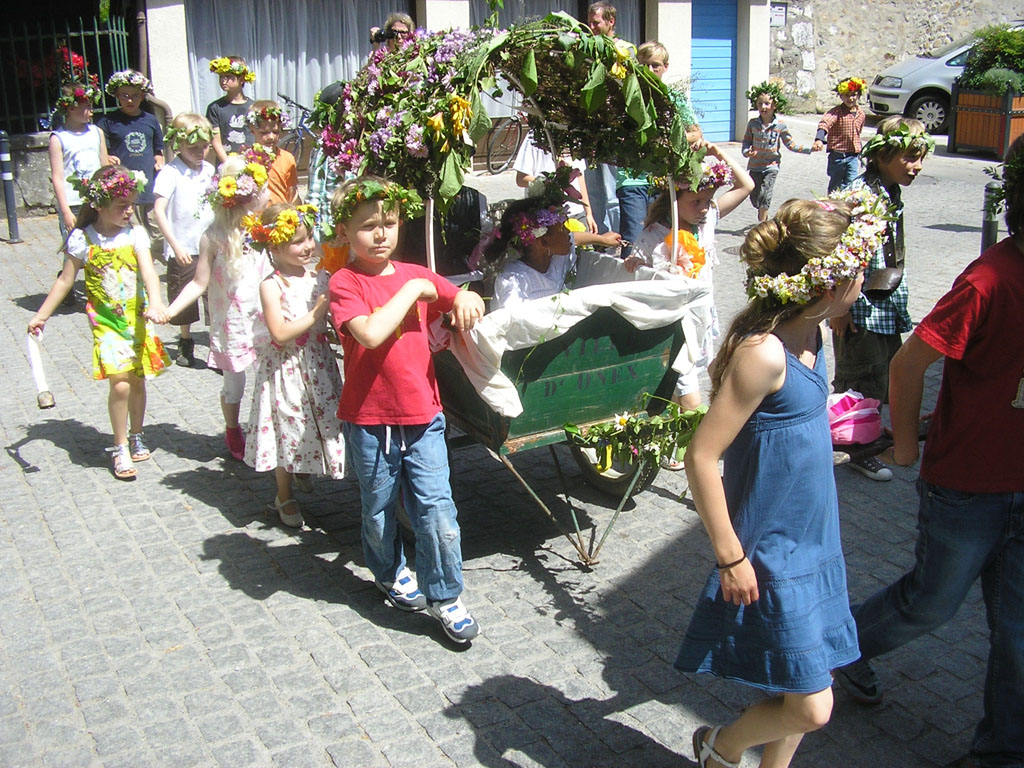
Fête du Feuillu.
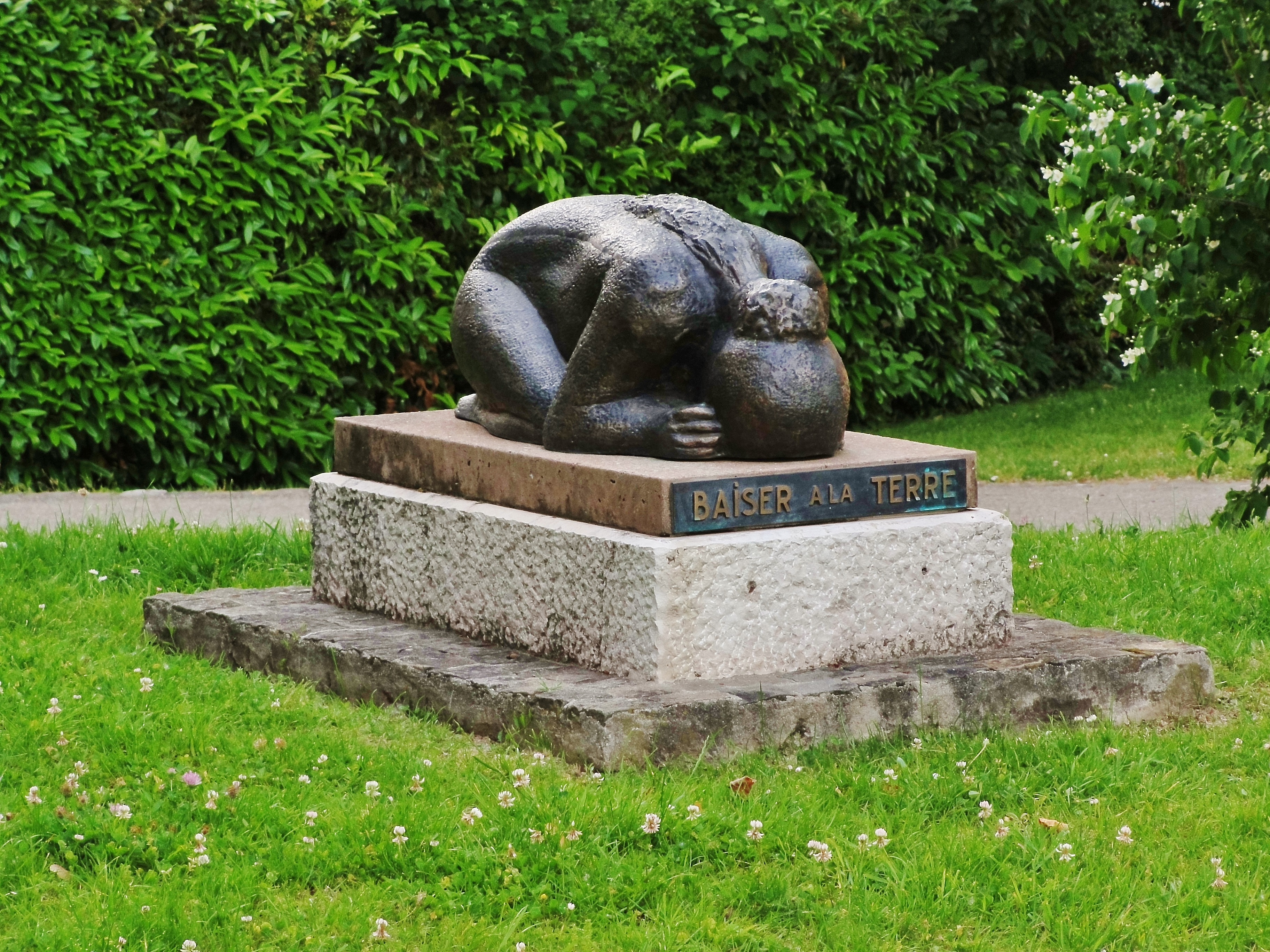
Baiser à la terre, statue de Dante Ghielmini.
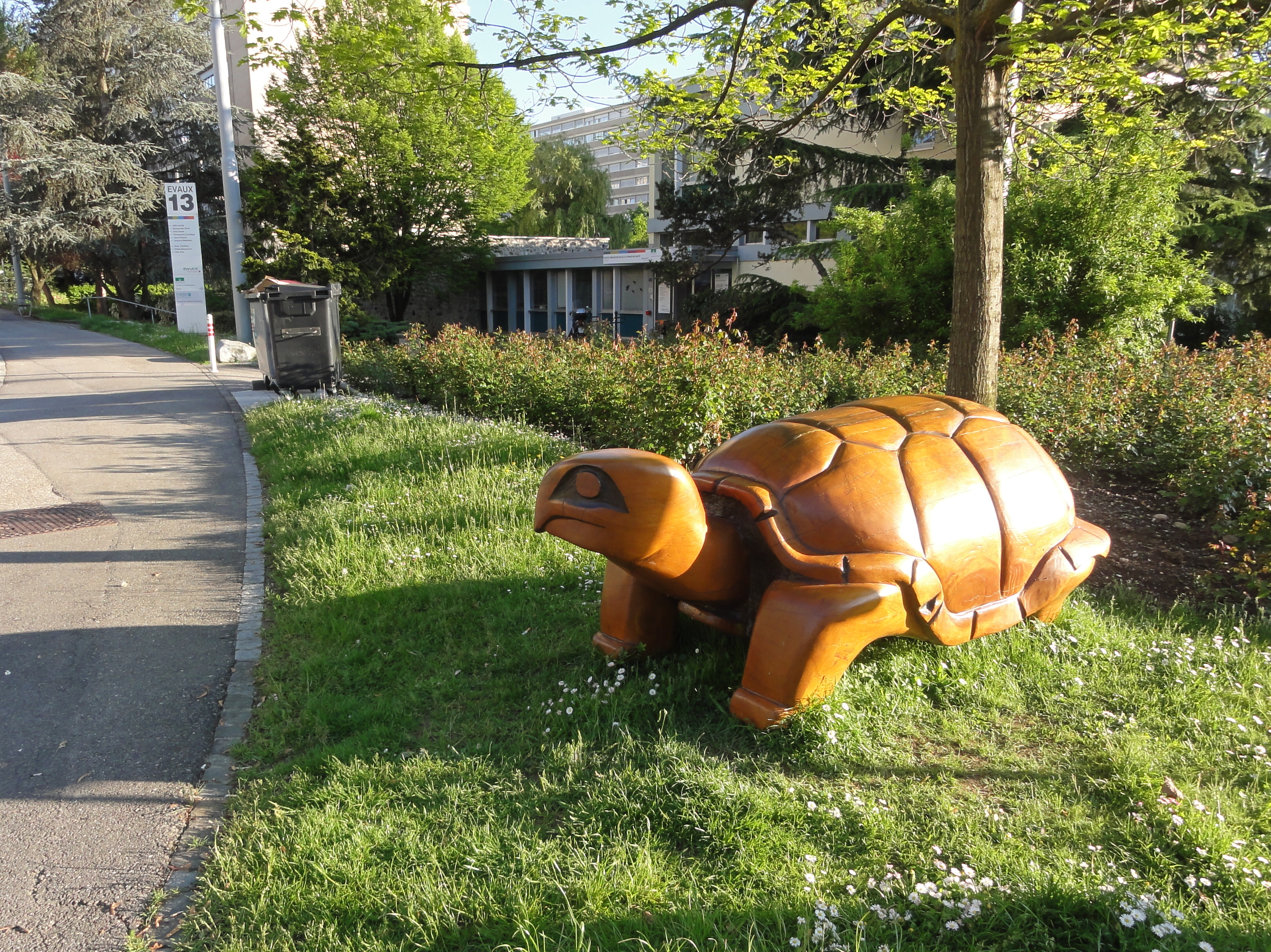
Art urbain à la Rue-des-Evaux.
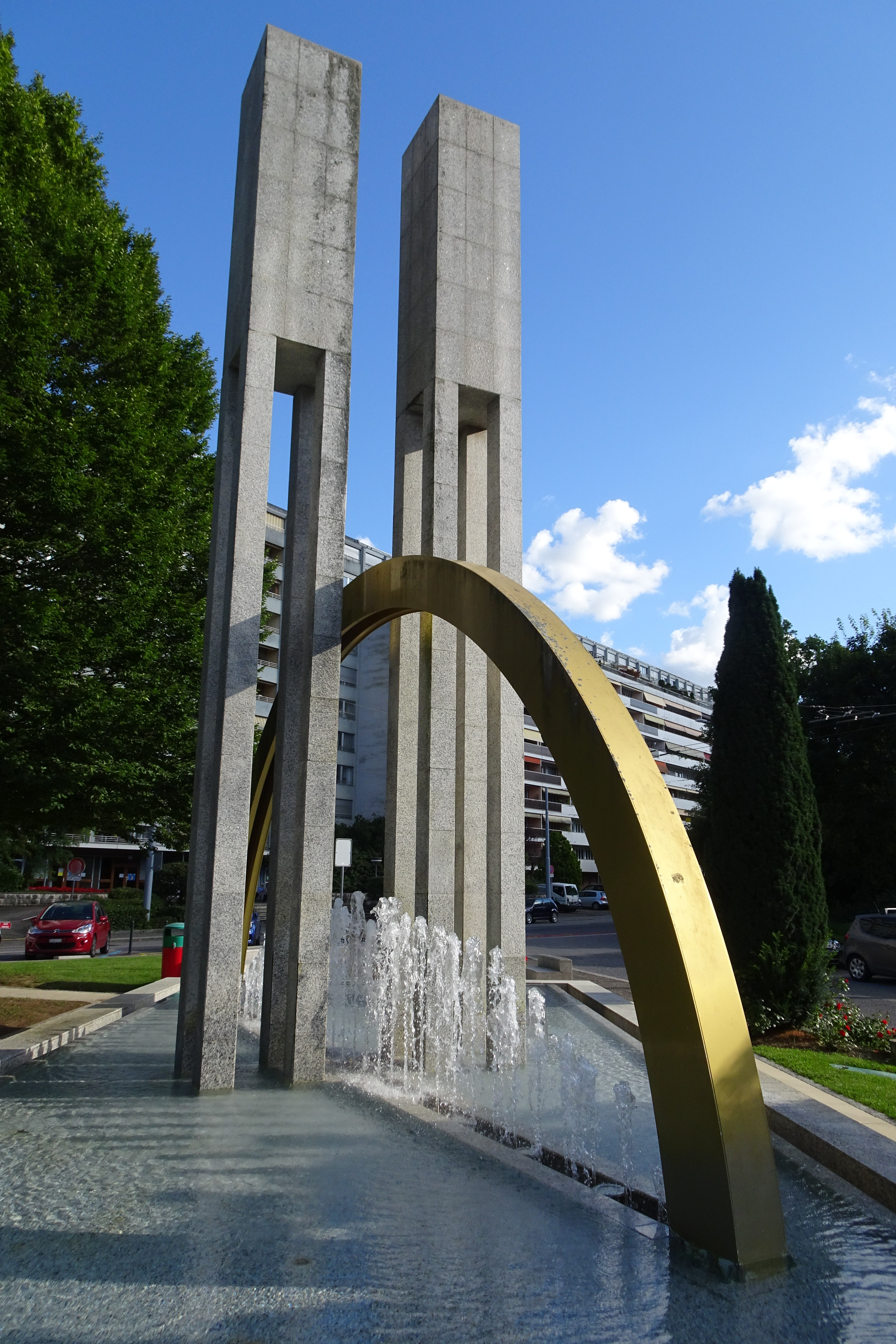
Fontaine Dieu d'eau.
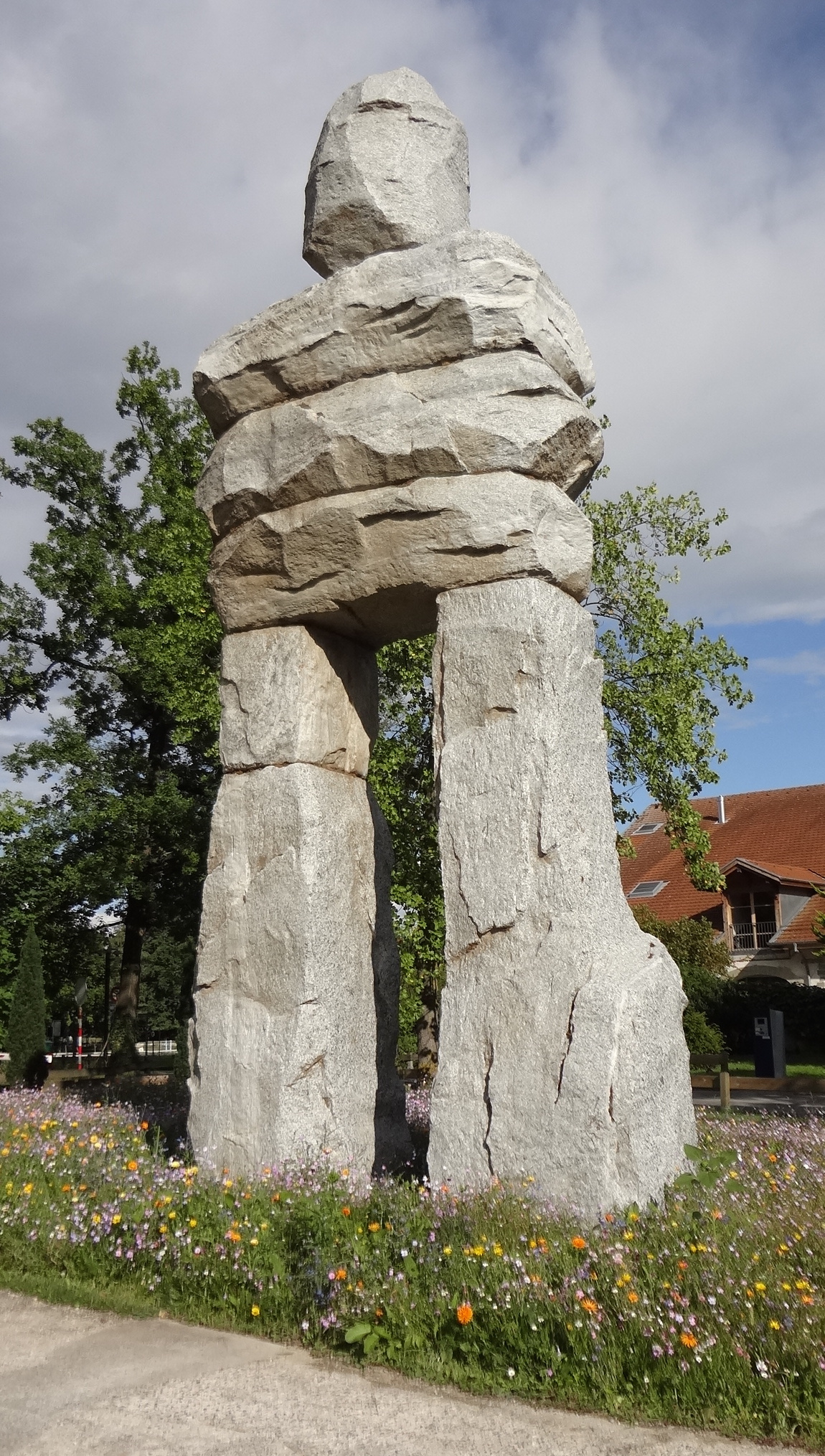
Le sage (2014).